# 厄瓜多爾視星鯰
厄瓜多爾視星鯰，為輻鰭魚綱鯰形目視星鯰科的其中一種，為熱帶淡水魚，分布於南美洲厄瓜多爾安地斯山脈淡水流域，体长可达20公分，栖息于底层水域，生活习性不明。

## 扩展阅读
維基物種上的相關：厄瓜多爾視星鯰